# Jacob Appelbaum

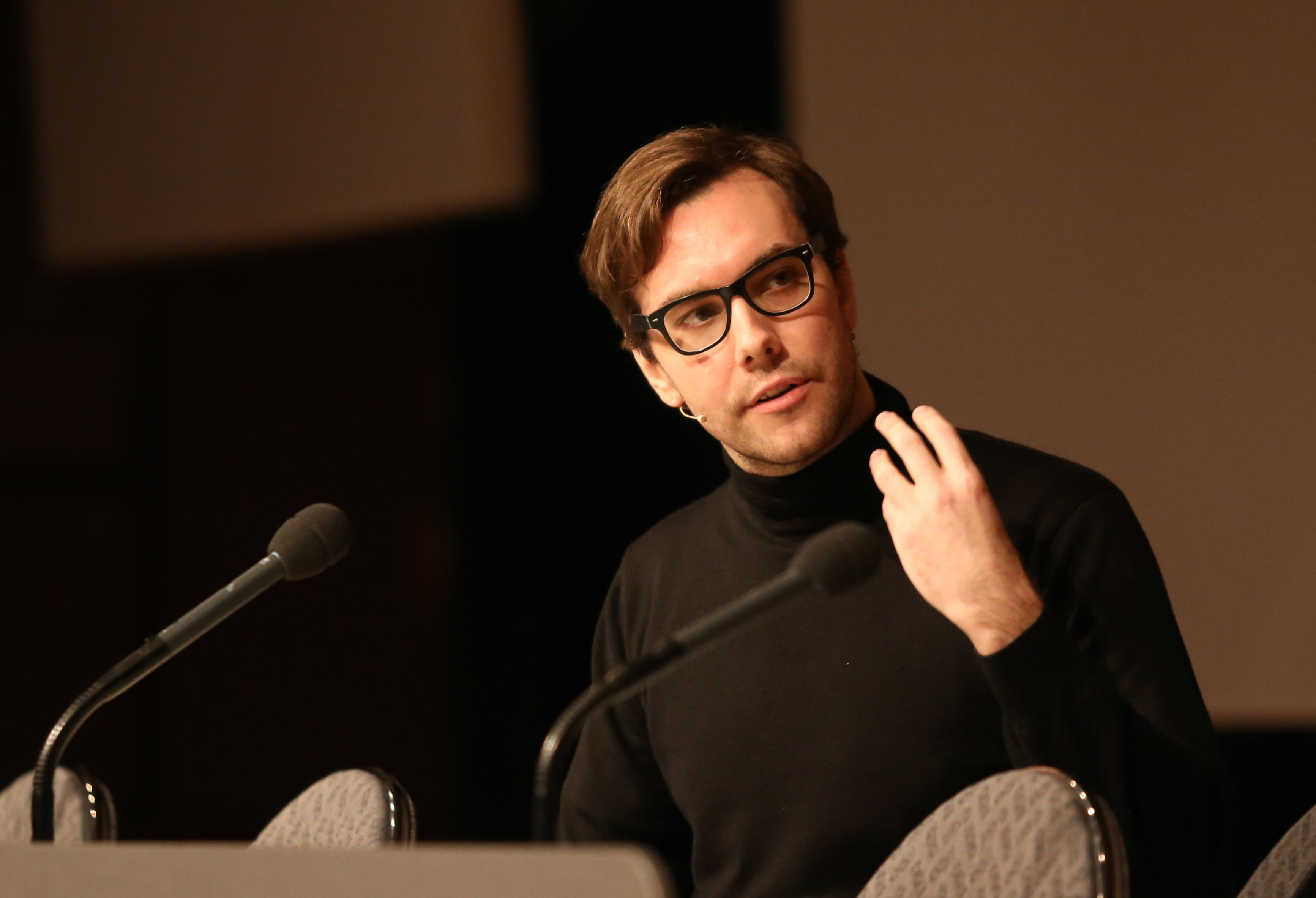
Jacob Appelbaum bei einem Vortrag auf dem Chaos Communication Congress in Hamburg, 2013

Jacob „Jake“ Appelbaum (* 1. April 1983) ist ein US-amerikanischer freier Journalist und Spezialist für Computersicherheit. Er deckte 2013 zusammen mit Journalisten des Spiegel auf, wie der US-amerikanische Geheimdienst NSA das Handy der deutschen Bundeskanzlerin Angela Merkel abhörte. Er setzt sich für das Anonymisierungsnetzwerk Tor ein, dessen Projekt er bis Mai 2016 als Software-Entwickler angehört hatte. Weiterhin war Appelbaum technischer Berater der Freedom of the Press Foundation.

## Leben und Wirken
Appelbaum ist Mitgründer des Hackerspace „Noisebridge“ in San Francisco (2007). In der Vergangenheit engagierte er sich bei Greenpeace, der Ruckus Society und dem Rainforest Action Network.
Bekannt wurde Appelbaum unter anderem als Mitentwickler von Tor. Zusammen mit dem Projektleiter Roger Dingledine hielt er regelmäßig Vorträge, in denen er sich für die Unterstützung von Tor ausspricht.
Appelbaum arbeitete an mehreren Forschungsarbeiten im Bereich der praktischen Informationssicherheit mit. Im Jahr 2008 gelang es ihm mit einer Forschergruppe um Alex Halderman durch eine Kaltstartattacke kryptographische Schlüssel auch nach dem Abschalten eines Rechners aus dem Arbeitsspeicher auszulesen. Im selben Jahr half er einer anderen Forschergruppe einen erfolgreichen Angriff auf das X.509-Zertifikatssystem zu demonstrieren. Mittels eines Kollisionsangriffs auf die Hashfunktion MD5 war es möglich, ein gefälschtes CA-Zertifikat zu erstellen, das von der Zertifizierungsstelle Equifax (vermarktet als RapidSSL) als vertrauenswürdig eingestuft wurde. RapidSSL hatte in einem automatischen Vorgang ein harmloses Zertifikat der Angreifer signiert, dessen MD5-Hash jedoch identisch zu einem gefälschten CA-Zertifikat war. Mit einem CA-Zertifikat lassen sich neue SSL/TLS-Zertifikate auf beliebige Namen ausstellen, um so etwa vermeintlich sichere HTTPS-Verbindungen zum Angreifer umzuleiten. Das Verfallsdatum des CA-Zertifikats war absichtlich auf das Jahr 2004 eingestellt, damit das Zertifikat über den Proof of Concept hinaus nicht für tatsächliche Angriffe verwendet werden konnte. Als Reaktion auf den Angriff wechselten RapidSSL und andere X.509-Zertifizierungsstellen zur Hashfunktion SHA-1.
Appelbaum war regelmäßig Vortragender beim Chaos Communication Congress. Im Jahr 2005 berichtete er über seine Reise in den Irak im April 2005 und seine Reise nach New Orleans nach dem Hurrikan Katrina. Seine Motivation für die Reisen war sein kranker Vater, der im Dezember 2004 starb. Den Tod seines heroin-abhängigen Vaters bezeichnete Appelbaum als „Vergiftung“ und „Mord“. Über beide Reisen bloggte er, wobei er den Fokus auf Videos und Interviews legte. Seine Fotos veröffentlichte er unter einer Creative-Commons-Lizenz. Ebenfalls im Jahr 2005 stellte er eine Übersicht über verschiedene Festplattenverschlüsselungsmethoden in verschiedenen Betriebssystemen vor, sowie den rechtlichen Status in Deutschland, dem Vereinigten Königreich und den USA. Er zeigte, dass Apples FileVault unsicher ist und man mit wenig Aufwand die verschlüsselten Container auslesen kann.
Beim Chaos Communication Congress 2012 in Hamburg hielt Appelbaum die Keynote, in der er sich gegen staatliche Überwachung aussprach und zur Teilnahme am Tor-Netzwerk aufforderte. Beim Chaos Communication Congress 2013 forderte er zusammen mit den WikiLeaks-Aktivisten Sarah Harrison und Julian Assange zum Whistleblowing auf.
Ferner wirkte Appelbaum bei der Entstehung des Theaterstücks Assassinate Assange von Angela Richter mit und hatte unter anderem bei zwei Aufführungen im Jahr 2013/2014 im Schauspiel Köln einen Cameo-Auftritt. In Zusammenarbeit mit Angela Richter wurden im Anschluss Diskussionsrunden veranstaltet, in denen mit verschiedenen Gästen (unter anderem der Menschenrechtsanwältin Renata Avila) die aktuellen Auswirkungen des NSA-Skandals diskutiert wurden und Fragen des Publikums beantwortet wurden. Hierbei begegnete er am 22. November US-Botschafter John B. Emerson, welcher als Gast im Publikum saß und versuchte, die Maßnahmen der NSA als „staatlich legitimiert“ zu verteidigen. Nachdem Appelbaum dies zurückwies, verließ Emerson die Veranstaltung.
Appelbaum ist journalistisch tätig und hat unter anderem für den Guardian und den Spiegel über die Überwachungspraktiken US-amerikanischer Geheimdienste geschrieben. Für Recherchen zur Überwachung des Mobiltelefons von Bundeskanzlerin Angela Merkel durch die NSA erhielt er am 16. Mai 2014 den Henri-Nannen-Preis für die beste investigative Leistung im Jahr 2013. Einige Tage nach der Verleihung kündigte er unter Verweis auf die nationalsozialistische Vergangenheit Henri Nannens an, er werde den Preis von sich weisen.
Die Büste (ein Nannen-Porträt) will er einschmelzen und umwidmen lassen:

„Dieser Kopf wird dann die wichtigste Figur des investigativen Journalismus darstellen: die anonyme Quelle. […] Das Preisgeld werde ich zwei antifaschistischen Gruppen spenden, die den Kampf fortführen. […] Angesichts der eigenen Geschichte des Faschismus und der Überwachung hat Deutschland eine moralische Autorität, die wir nutzen können, um das Leben eines jungen Mannes zu retten: Ich spreche von Edward Snowden. Deutschland sollte nicht blind anderen Ländern folgen. Deutschland kann einen wichtigen Weg einschlagen, auch wenn es diesen allein geht.“

Appelbaum spendete das Geld an die Vereinigung der Verfolgten des Naziregimes – Bund der Antifaschistinnen und Antifaschisten und an das Antifaschistische Pressearchiv und Bildungszentrum Berlin.
Appelbaum ist künstlerisch als Fotograf tätig und war als Artist in Residence im Jahr 2006 für die Gruppe monochrom im MuseumsQuartier Wien tätig. Appelbaum hat mit verschiedenen Künstlern wie Laura Poitras, Trevor Paglen und Ai Weiwei zusammengearbeitet.

## Kontroverse über Nötigungsvorwürfe
Jacob Appelbaum verließ das Tor-Projekt am 25. Mai 2016 aufgrund von Vorwürfen, er habe sexuelle Nötigung begangen und die Arbeit anderer plagiiert. Das Tor-Projekt erklärte, man habe eine auf Arbeitsrecht spezialisierte Rechtsanwaltskanzlei eingeschaltet, um den Sachverhalt zu ermitteln. Appelbaum wies die erhobenen Vorwürfe einer kriminellen Tat zurück. Er bezeichnete den Vorgang als einen kalkulierten Angriff gegen ihn und behielt sich rechtliche Schritte vor. Kurz darauf trennten sich auch die Freedom of the Press Foundation und die Hackergruppe Cult of the Dead Cow von ihm und der Hackerspace Noisebridge in San Francisco gab ihm Hausverbot. Am 17. Juni 2016 veröffentlichte der Chaos Computer Club eine Nachricht auf Twitter, in der bekräftigt wurde, dass Jacob Appelbaum nicht willkommen sei. Am 18. Juni 2016 wurde sein Status als Debian-GNU/Linux-Entwickler aufgehoben. Im Juni 2016 wurde Appelbaums Berliner Wohnhaus mit einem Graffiti auf Englisch und Deutsch besprüht, welches die Beschuldigungen zur Schau stellt.
Von vorerst anonymen Beschuldigern wurden auf einer Website die Vorwürfe des sexuellen Missbrauchs, des Plagiats und der Nötigung wiederholt. Dies wird in der Presse teilweise als ein negativer Aspekt der anonymen Netz-Beschuldigungs- und Verdächtigungsmacht gesehen, die, an den offiziellen staatlichen Stellen vorbei, Menschen bloßstellt. Später gaben zwei Beschuldigerinnen ihre Identität preis. Es handelt sich um Isis Agora Lovecruft, eine Tor-Entwicklerin und Alison Macrina, eine Bibliothekarin.
Am 27. Juli 2016 bestätigte und bekräftigte das Tor-Projekt nach einer internen Untersuchung die Beschuldigungen gegen Appelbaum. Recherchen der Wochenzeitung Die Zeit – publiziert am 11. August 2016 – ergaben hingegen Zweifel an den Vorwürfen gegen Appelbaum.
Im Kontext des 34. Chaos Communication Congress (Leipzig 2017) spielte auch der „Fall Appelbaum“ eine Rolle.
Ein Dokumentarfilm namens „Nobody Wants to Talk About Jacob Appelbaum“ wurde von Jamie Kastner hergestellt. Der Film bietet einen Einblick in das Leben von Jacob Appelbaum und die Nötigungsvorwürfe und behandelt Themen wie Geheimhaltung, Ethik und Prominenz im Kontext der #MeToo-Bewegung. Der Film wurde 2024 veröffentlicht. Nach Festivalaufführungen 2023 wurde er im März 2024 erstmals im kanadischen Fernsehen ausgestrahlt und ist seit Juni 2024 auf CBC Gem verfügbar.

## Unterstützung für WikiLeaks
Appelbaum war einer der frühen Unterstützer von WikiLeaks. Bereits Anfang 2010 war er der Gruppe bei der Vorbereitung der Isländischen Initiative zu modernen Medien behilflich. Er vertrat Julian Assange im Juli desselben Jahres bei einem Vortrag auf der Hackerkonferenz „H.O.P.E.“ in New York City. Die Organisatoren der Konferenz meldeten, dass vier Beamte des Ministeriums für Innere Sicherheit dort nach Assange gesucht hätten. Nach dem Vortrag lenkte ein Doppelgänger die Konferenzbesucher ab, so konnte er selbst zum Flughafen gelangen.
Am 29. Juli 2010 wurde er bei der Wiedereinreise in die USA von einem Mitarbeiter der U.S. Immigration and Customs Enforcement, einer dem Ministerium für Innere Sicherheit unterstellten Behörde, und einem Mitglied der US Army festgesetzt und verhört. Sein Laptop wurde zunächst beschlagnahmt. Da dieser aber anscheinend keine unverschlüsselte, durchsuchbare Festplatte enthielt, bekam er diesen kurze Zeit später wieder zurück. Als Grund für die Festsetzung wurde die Teilnahme an der Hackerkonferenz „H.O.P.E.“ genannt. Die Vernehmung dauerte drei Stunden, bei der sich die US-Behördenvertreter unter anderem über den aktuellen Aufenthaltsort von Assange erkundigten. Seinen Anwalt durfte Appelbaum in dieser Zeit nicht anrufen.
Bei seinem Vortrag auf der DEFCON am 31. Juli 2010 erwähnte er, dass seine Mobiltelefone beschlagnahmt wurden. Nach dem Vortrag wurde er von FBI-Agenten vernommen.
Appelbaum gehört zu den Personen, die von einem Auskunftsersuchen der US-Regierung an Twitter betroffen waren. Seit Dezember 2010 bemüht sich das amerikanische Justizministerium, von Twitter persönliche Daten über Unterstützer von WikiLeaks zu erhalten. Dabei blieb es bis Oktober 2011 erfolglos, im November entschied ein Bundesbezirksgericht in Virginia jedoch, dass Twitter die Daten herausgeben müsse. Der Internetprovider Sonic.net Inc. gab auf Druck der US-Regierung Informationen über Appelbaum preis.

## Umzug nach Berlin

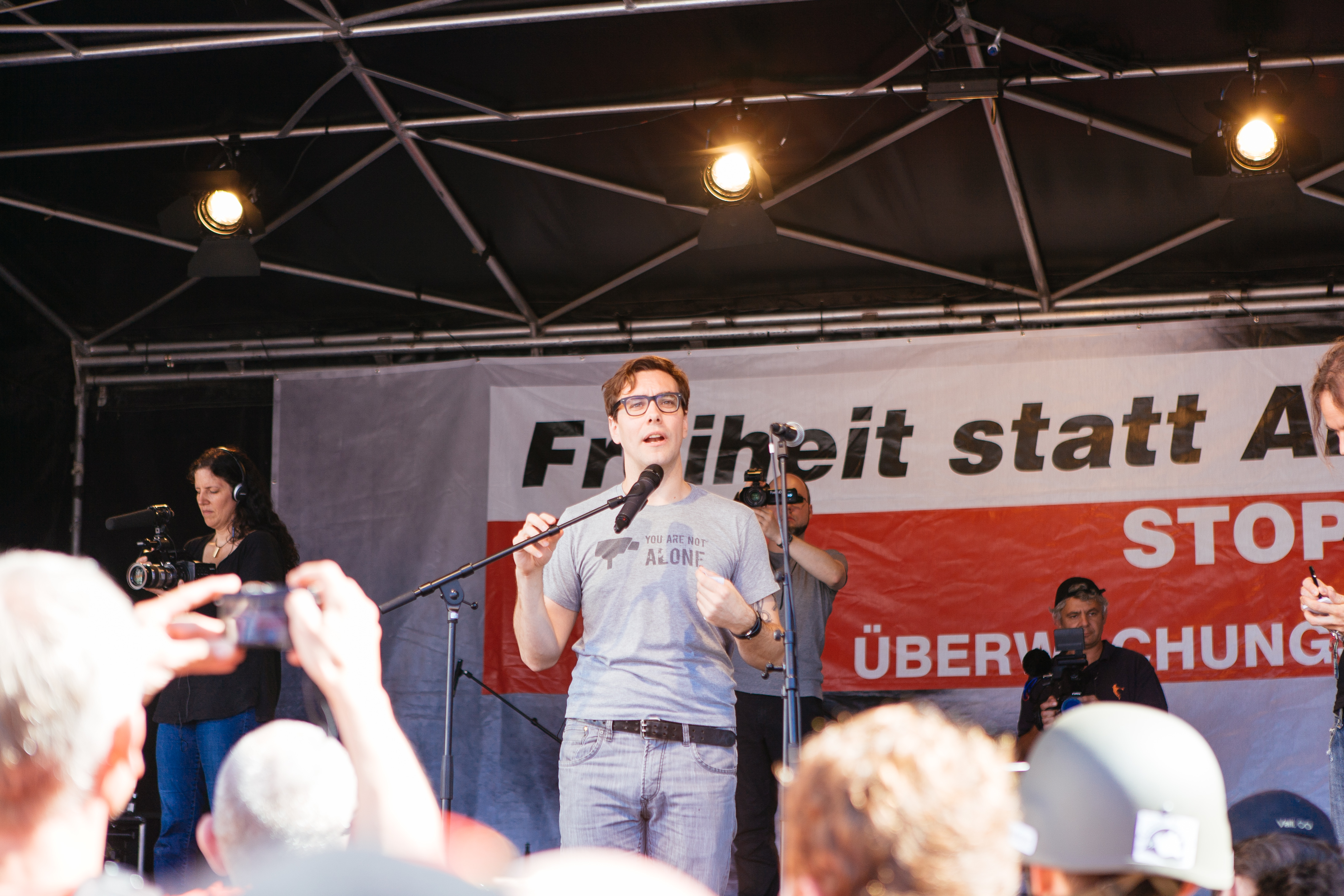
Jacob Appelbaum auf der Freiheit statt Angst in Berlin 2013. Laura Poitras links im Hintergrund.

Nach den Snowden-Leaks zur Globalen Überwachungs- und Spionageaffäre empfand Appelbaum die staatlichen Einschüchterungsmethoden in den USA als zu umfassend und die Maßnahmen zum Datenschutz in Deutschland besser und zog nach dem Beginn der ersten Snowden-Enthüllungen nach Berlin. Die Dokumentarfilmemacherin Laura Poitras, an die sich Edward Snowden zuerst wandte, kontaktierte Appelbaum für die Auswertung der durch Snowden enthüllten Dokumente. Poitras und Appelbaum arbeiteten zuvor an einem Dokumentarfilm über Whistleblower und die Überwachung durch die NSA. Appelbaum hat in Deutschland eine Aufenthaltsgenehmigung beantragt und will nach eigener Aussage nicht in die USA zurückkehren.
Bei der Verleihung des Internationalen Whistleblower-Preises von Transparency International, der International Association of Lawyers against Nuclear Arms und der Vereinigung Deutscher Wissenschaftler am 30. August 2013 in der Berlin-Brandenburgischen Akademie der Wissenschaften in Berlin trug Appelbaum Snowdens Dankesrede vor.
Appelbaum sieht sich auch in Berlin von Geheimdiensten verfolgt. Im Dezember 2013 wurde berichtet, dass Unbekannte in Appelbaums Wohnung in Berlin eingedrungen seien und seinen Computer manipuliert hätten.

## Veröffentlichungen
- Jacob Appelbaums Doktorarbeit: Communication in a world of pervasive surveillance vom 22. März 2022 mit der ISBN 978-90-386-5471-3, ermöglicht durch ein holländisches Forschungsstipendium zum Thema Comptutational number theory in cryptography and cryptoanalysis. Derzeit noch frei zugänglich über https://pure.tue.nl/ws/portalfiles/portal/197416841/20220325_Appelbaum_hf.pdf
- Jacob Appelbaum: Benutzt am besten gar keine Mobiltelefone, Die Zeit, 8. Februar 2012.
- Jacob Appelbaum, Julian Assange, Andy Müller-Maguhn, Jérémie Zimmermann: Cypherpunks. Freedom and the Future of the Internet. OR Books, New York 2012, ISBN 978-1-939293-00-8.
- Jacob Appelbaum, Nikolaus Blome, Hubert Gude, Ralf Neukirch, René Pfister, Laura Poitras, Marcel Rosenbach, Jörg Schindler, Gregor Peter Schmitz, Holger Stark: Der unheimliche Freund. In: Der Spiegel. Nr. 44, 2013 (online).
- Jacob Appelbaum, Judith Horchert, Ole Reißmann, Marcel Rosenbach, Jörg Schindler und Christian Stöcker: Neue Dokumente: Der geheime Werkzeugkasten der NSA, Der Spiegel, 30. Dezember 2013.